# موتور نبی بخش بلوچ زهی
موتور نبی بخش بلوچ زهی یک منطقهٔ مسکونی در ایران است که در دهستان حومه (ایرانشهر) واقع شده‌است. موتور نبی بخش بلوچ زهی ۶۴ نفر جمعیت دارد.